# Clem (esport)
Pour les articles homonymes, voir Clem.
Clément Desplanches, alias Clem, né le 8 avril 2002 à Nice, est un joueur professionnel français de Starcraft 2. Il joue la race terran et représente l'équipe Team Liquid depuis 2020.
En 2024, il remporte le championnat du monde de Starcraft 2.

## Biographie

### Les débuts sur Starcraft 2 (2012-2015)
Clem commence à jouer à Starcraft 2 à l'age de 10 ans et se classe très vite Maître. Il participe en amateur à des compétitions locales et nationales.
En avril 2016, il se qualifie pour la DreamHack Open Tours en battant le joueur russe Happy. Il est par la suite disqualifié, car trop jeune.

### L'ascension (2016-2019)
Tout en poursuivant ses études, Clem commence à se faire remarquer sur la scène mondiale. Il intègre successivement Punchline, *OrKs*, Dead Pixels, Exeed Esports puis Infinity Gaming.

### La révélation (2020)
En 2020, Clem devient joueur à plein temps après avoir réussi son bac et rejoint Team Liquid. Il réussit alors à briller lors des compétitions internationales : 3e à la Dreamhack Masters Summer 2020 Europe puis 2e à la Dreamhack Masters Fall 2020 Europe. Le 8 novembre 2020, il gagne son premier titre majeur en battant l'Italien Ricardo "Reynor" Romitti en finale de Dreamhack Masters Winter 2020 Europe,.

### Domination en Europe et déception aux compétitions mondiales (Saisons 2021/2022 et 2022/2023)
Lors des saisons 2021-2022 et 2022-2023 de ESL Pro Tour, il enchaine les titres régionaux en Dreamhack Masters Europe Summer et Fall en 2021. Puis en 2022 il remporte un autre titre régional majeurs Dreamhack Masters Europe Valencia.
Il n'arrive pas à concrétiser lors des finales mondiales lors des IEM Katowice de 2022 et 2023,.

### La consécration (2023-)
Clem remporte ses deux premiers titre mondiaux lors de la quatrième éditions de ESL Pro Tour, en remportant en 2023, la ESL SC2 Masters 2023 Winter puis enfin le 18 août 2024, il l'emporte face à Serral en final de l'Esports World Cup 2024 à Riyadh et devient champion du monde,.
Il est automatiquement qualifié pour Esports World Cup 2025 en tant que champions en titre,
,.

## Palmarès
| Date              | Tournoi                                         | Place              | Score | Adversaire final |
| ----------------- | ----------------------------------------------- | ------------------ | ----- | ---------------- |
| 12 juillet 2020   | DH SC2 Masters 2020 Summer : Europe             | Médaille de bronze | 1–3   | Reynor           |
| 13 septembre 2020 | DH SC2 Masters 2020 Fall : Europe               | Médaille d'argent  | 3–4   | Reynor           |
| 20 septembre 2020 | DH SC2 Masters 2020 Fall : Season Finals        | Médaille de bronze | 3-1   | Reynor           |
| 11 octobre 2020   | King of Battles : KB International Championship | Médaille de bronze | 4-2   | Maru             |
| 8 novembre 2020   | DH SC2 Masters 2020 Winter : Europe             | Médaille d'or      | 4–2   | Reynor           |
| 15 novembre 2020  | DH SC2 Masters 2020 Winter : Season Finals      | Médaille de bronze | 3-2   | Stats            |
| 17 janvier 2021   | DH SC2 Masters 2020 : Last Chance 2021          | Médaille de bronze | 3-1   | Trap             |
| 6 juin 2021       | DH SC2 Masters 2021 Summer : Europe             | Médaille d'or      | 4–1   | Reynor           |
| 15 août 2021      | DH SC2 Masters 2021 Fall : Europe               | Médaille d'or      | 4–2   | Serral           |
| 17 octobre 2021   | DH SC2 Masters 2021 Winter : Europe             | Médaille d'argent  | 1–4   | Serral           |
| 14 novembre 2021  | DH SC2 Masters 2021 Winter : Season Finals      | Médaille de bronze | 3-0   | Maru             |
| 1ᵉʳ mai 2022      | King of Battles 3                               | Médaille de bronze | 3-2   | Reynor           |
| 5 mai 2022        | DH SC2 Masters 2022 Valencia : Europe           | Médaille d'or      | 4–3   | Reynor           |
| 24 juillet 2022   | HomeStory Cup XXI                               | Médaille d'argent  | 0–2   | Serral           |
| 21 mai 2023       | ESL SC2 Masters 2023 Summer : Europe            | Médaille de bronze | 2–3   | Serral           |
| 6 août 2023       | Gamers8 2023                                    | Médaille de bronze | 0–3   | Reynor           |
| 19 novembre 2023  | ESL SC2 Masters 2023 Winter : Europe            | Médaille d'argent  | 1–4   | Serral           |
| 3 décembre 2023   | HomeStory Cup XXIV                              | Médaille d'argent  | 1–3   | Serral           |
| 17 décembre 2023  | ESL SC2 Masters 2023 Winter                     | Médaille d'or      | 4-1   | Dark             |
| 5 mai 2024        | ESL SC2 Masters 2024 Spring : Europe            | Médaille d'or      | 4–3   | MaxPax           |
| 18 août 2024      | Esports World Cup 2024                          | Médaille d'or      | 5–0   | Serral           |
| 7 juin 2025       | Bellum Gens Elite Stara Zagora 2025             | Médaille d'or      | 4–3   | Serral           |

### Article Connexe
- Team Liquid